# Hubert Kittel
Hubert Kittel (* 8. Januar 1953 in Reichenbach im Vogtland) ist ein deutscher Designer und war Hochschullehrer.

## Leben und Werk
Kittel studierte von 1973 bis 1979 Design bei Lothar Zitzmann, Hans Merz, Hubert Petras und Brigitte Mahn-Diedering in den Fachgebieten Industrielle Formgestaltung und Gefäßgestaltung an der Hochschule für industrielle Formgestaltung Halle – Burg Giebichenstein (HIF). Von 1980 bis 1983 arbeitete er als Designer im VEB Porzellanwerk Lettin. Von 1983 bis 1986 war er Assistent im Fachbereich Keramik der Kunsthochschule Berlin-Weißensee. Dann ging er an das Fachgebiet Gefäßgestaltung der HIF. Dort war er zuerst Oberassistent und von 1994 bis zur Emeritierung 2016 Professor. Kittel arbeitete insbesondere auf den Gebieten Produktgestaltung (Porzellan, Keramik, Glas) und barrierefreies Design. Dabei bevorzugte er schlichte, geometrische Formen und modulares Denken. In der DDR stellte Kittel seine Projekte dem Amt für industrielle Formgestaltung vor. Dieses übernahm die gestalterischen Entwicklungskosten und ermöglichte Kittel, gewerkübergreifend, am üblichen Plan vorbei, mit Werkstätten und Manufakturen zu kooperieren. Kittel sagte, dass gerade in der Endzeit der DDR die Designförderung für angestellte wie ausgewählte freischaffende Designer erstaunlich großzügig war.
Kittel war bis 1990 Mitglied des Verbands Bildender Künstler der DDR.
Neben seiner Tätigkeit als Hochschullehrer betätigte Kittel sich publizistisch und als Kurator.
Zu Kittels Schülerinnen gehörte Christiane Budig.
Kittel schenkte dem GRASSI Museum für Angewandte Kunst 150 Arbeiten aus 17 Werkgruppen. Von Kittel designete Produkte befinden sich in weiteren Museen und öffentlichen Sammlungen, u. a. in der Porzellansammlung des Museums Leuchtenburg.

## Ausstellungen (unvollständig)

### Einzelausstellungen
- 1990: Halle/Saale, Burggalerie (Gefäße, Porzellan, Glas)
- 2019: Leipzig, GRASSI Museum für an gewandte Kunst („Hubert Kittel. Ein Leben für Keramik und Glas“)[4]
- 2025: Reichenbach im Vogtland ("Pots about me - Pots for you. Hubert Kittel - Porzellan und Glas")

### Zentrale und regionale Ausstellungen in der DDR
- 1981: Karl-Marx-Stadt, Ausstellungshalle 2 am Schlossteich („Junge Künstler der DDR ´81“)
- 1984: Halle/Saale, Bezirkskunstausstellung
- 1987/1988: Dresden, X. Kunstausstellung der DDR